# Mory
Mory jsou malá vesnice, část města Podbořany v okrese Louny v Ústeckém kraji. Nachází se asi šest kilometrů severně od Podbořan. Mory leží v katastrálním území Kněžice u Podbořan o výměře 12,03 km². Vesnicí protéká potok Leska.

## Název
Název vesnice je odvozen z příjmení Mora ve významu osada Morů (Morovy rodiny). V historických pramenech se jméno objevuje ve tvarech: Mor (1358, 1639 až okolo 1405), „in Mor“ (1412), Mory (1573), „na… Morách“ (1615) a Mohr (1787 a 1846).

## Historie
První písemná zmínka o Morech pochází z roku 1358 a vztahuje se ke zdejší plebánii. Patronátní právo ke kostelu Narození Panny Marie měli v roce 1363 Bušek a v letech 1365–1393 Beneš z Buškovic. Po jeho smrti za nezletilé děti majetek spravoval Petr z Buškovic. Benešův syn Petr v roce 1414 sídlil v Chrašťanech.
V patnáctém století vesnici vlastnili příslušníci lounské rodiny Sokolů z Mor, ke kterým patřili Vaněk (1435–1471), jeho syn Jan (1466–1496), Janovi synové Václav a Jiří a nakonec Václavův syn Jan (1507–1535). Většinu šestnáctého století byly Mory částí krásnobrodského panství, dokud je roku 1573 Jan Mašťovský z Kolovrat neprodal majitelům panství panství petrohradského. Jeho součástí zůstaly deset let a v roce 1583 je koupili bratři Kryštof a Bohuslav Felix Fictumové. Část vsi ve stejné době vlastnil Bedřich Šlik, který ji vzhledem k velkým dluhům musel prodat Adamovi ze Šteinsdorfu. Kryštof a Bohuslav Felix se roku 1590 o majetek rozdělili, takže Mory s dalším příslušenstvím připadly Bohuslavovi. Ten v roce 1605 přikoupil šteinsdorfský podíl a celou vesnici spravoval ze svého prunéřovského panství.
Bohuslav Fictum se zúčastnil stavovského povstání, a po bitvě na Bílé hoře mu byl zkonfiskován majetek. Roku 1623 panství koupil Jaroslav Bořita z Martinic. Jeho syn, hrabě Maxmilián Valentin z Martinic, prodal roku 1655 Mory a Kněžice Sylvii Kateřině Černínové. Díky ní se vesnice dostala do majetku rodu Bádenských a v roce 1783 ji získali Schwarzenbergové.
Panským sídlem ve vesnici bývala tvrz, která stála v areálu zemědělského dvora. Od sedmnáctého století sloužila jen hospodářským účelům a od osmnáctého století v ní bydlel správce. Budova tvrze byla spolu s bránou do dvora zbořena v roce 1968 a z původní zástavby dvora se dochovala jen velká třípatrová sýpka z osmnáctého století.
Vesnice se nachází na okraji malé velikoveské hnědouhelné pánve. V devatenáctém století se zdejší nekvalitní uhlí těžilo v dolech Karel a Louisa v majetku L. Körbla.

## Obyvatelstvo
Při sčítání lidu v roce 1921 zde žilo 374 obyvatel (z toho 192 mužů), z nichž bylo 84 Čechoslováků a 290 Němců. S výjimkou jednoho evangelíka a jedenácti židů se hlásili k římskokatolické církvi. Podle sčítání lidu z roku 1930 měla vesnice 315 obyvatel: devadesát Čechoslováků a 225 Němců. Kromě jednoho člena církve československé a šesti židů byli římskými katolíky.
|                                                                               | 1869 | 1880 | 1890 | 1900 | 1910 | 1921 | 1930 | 1950 | 1961 | 1970 | 1980 | 1991 | 2001 | 2011 | 2021 |
| ----------------------------------------------------------------------------- | ---- | ---- | ---- | ---- | ---- | ---- | ---- | ---- | ---- | ---- | ---- | ---- | ---- | ---- | ---- |
| Obyvatelé                                                                     | 383  | 415  | 395  | 394  | 400  | 374  | 315  | 162  | 151  | 103  | 60   | 38   | 32   | 38   | 58   |
| Domy                                                                          | 48   | 52   | 56   | 59   | 58   | 58   | 64   | 49   | .    | 29   | 20   | 28   | 30   | 34   | 33   |
| Počet domů z roku 1961 je zahrnut v celkovém počtu domů místní části Kněžice. |      |      |      |      |      |      |      |      |      |      |      |      |      |      |      |

## Obecní správa
Při sčítání lidu v letech 1850–1960 Mory byly samostatnou obcí v okrese Podbořany. V letech 1961–1978 byly částí obce Kněžice v okrese Louny. Od 1. července 1978 do 31. prosince 1980 byly částí obce Kaštice v okrese Louny. Od 1. ledna 1981 jsou částí města Podbořany v okrese Louny.

## Pamětihodnosti
- Kostel Narození Panny Marie
- Socha svatého Jana Nepomuckého v severním okraji obce
- Venkovský dům – původní čp. 22 v severní části obce
- Sýpka
- Venkovská usedlost čp. 19
- Venkovská usedlost čp. 28

## Osobnosti
Mory mají i své dva významné rodáky. Pedagog Ferdinand Bachmann (1817–1891), byl ředitelem vzdělávacího ústavu v Praze. Emil Merker (1888–1972) vystudoval v Praze přírodní vědy a filozofii, v letech 1915–1935 byl profesorem na lesnické škole v německém Reichstadtu, byl autorem několika románů a básnických sbírek, za které obdržel německou Státní cenu za literaturu. V Morech v roce 1899 zemřel František Josef Dobicer, který byl od roku 1865 místním farářem. Psal vlastenecky laděné články do Časopisu českého muzea a dalších periodik.

## Galerie

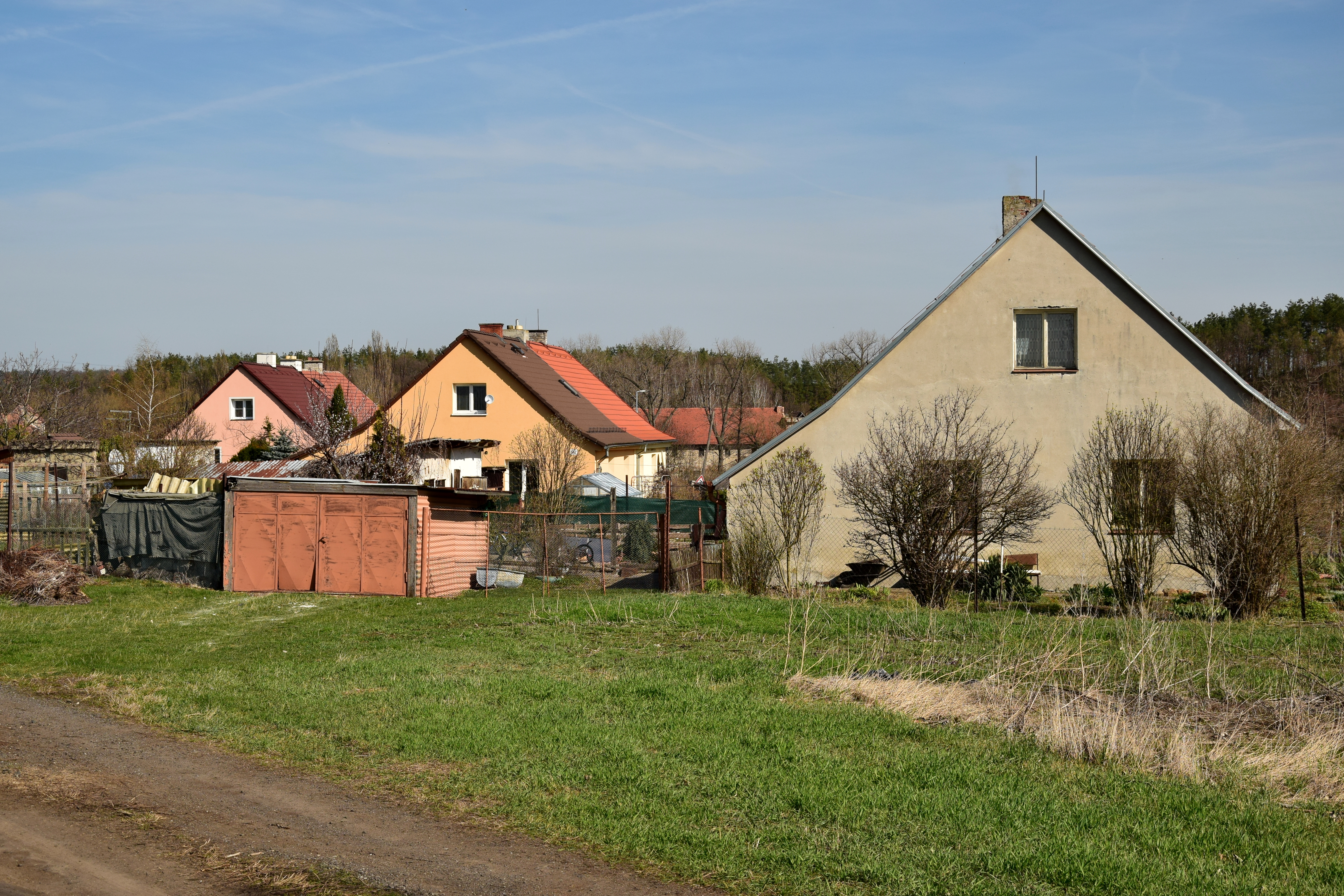
Domy na jihozápadním okraji vesnice
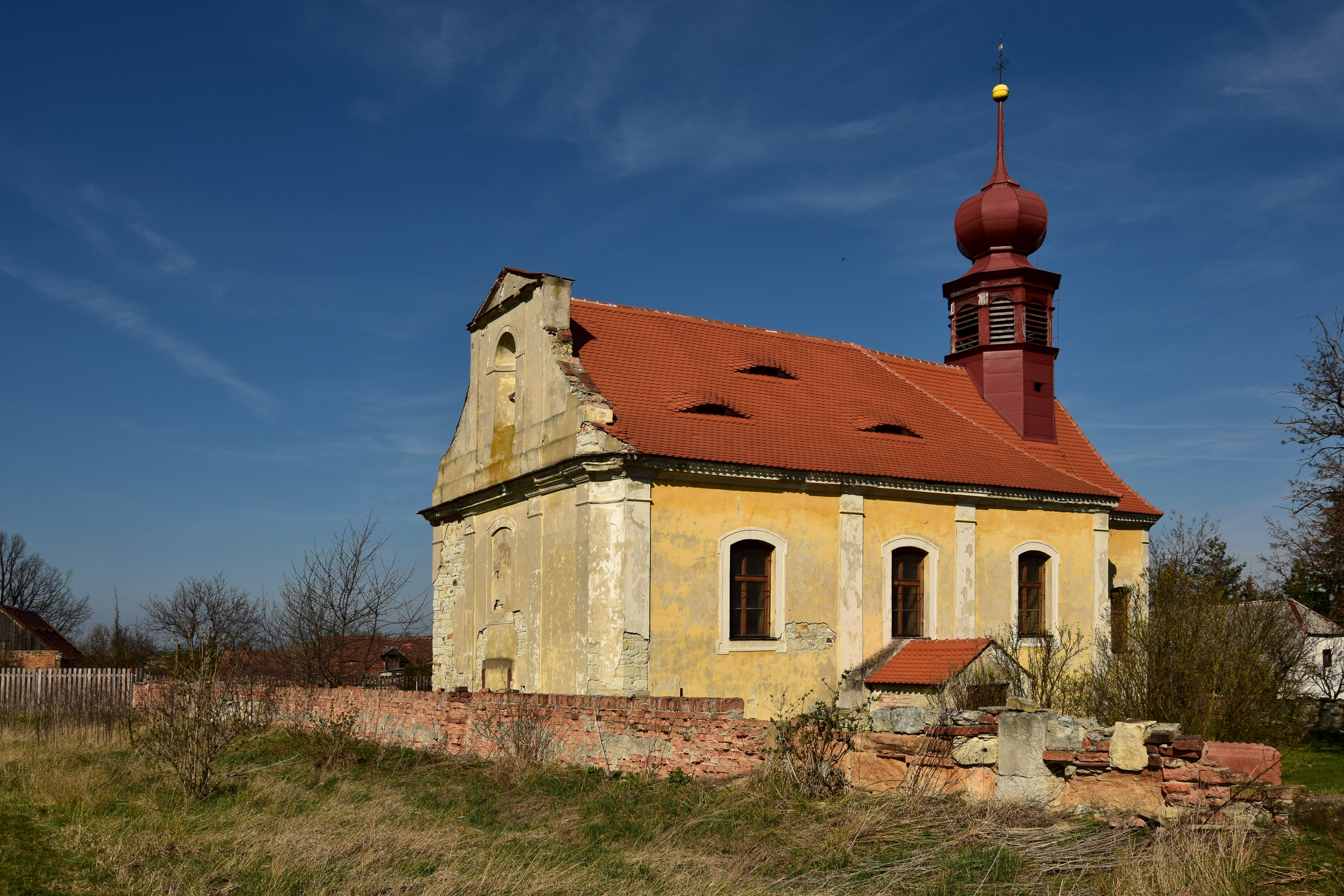
Kostel Narození Panny Marie
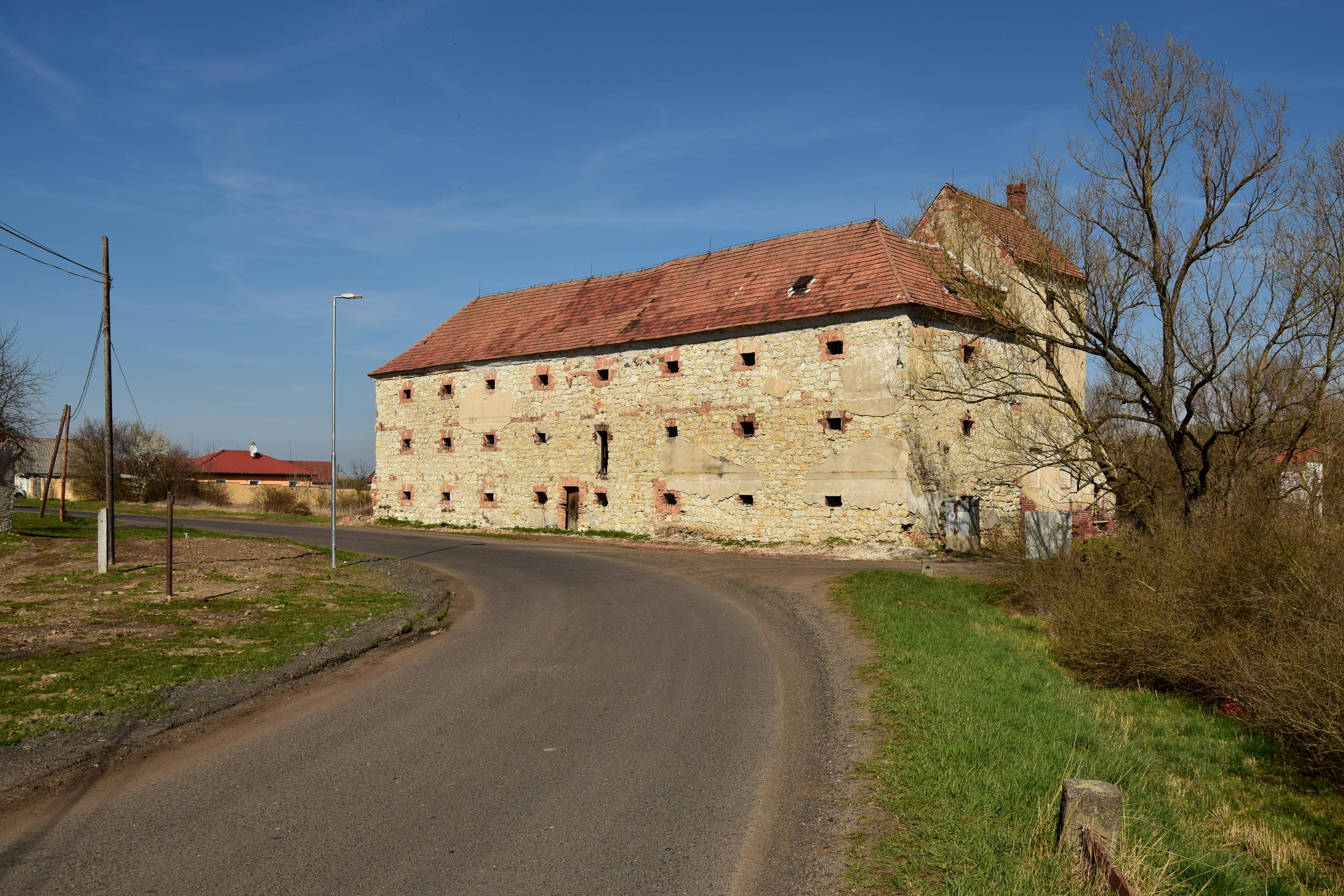
Barokní sýpka
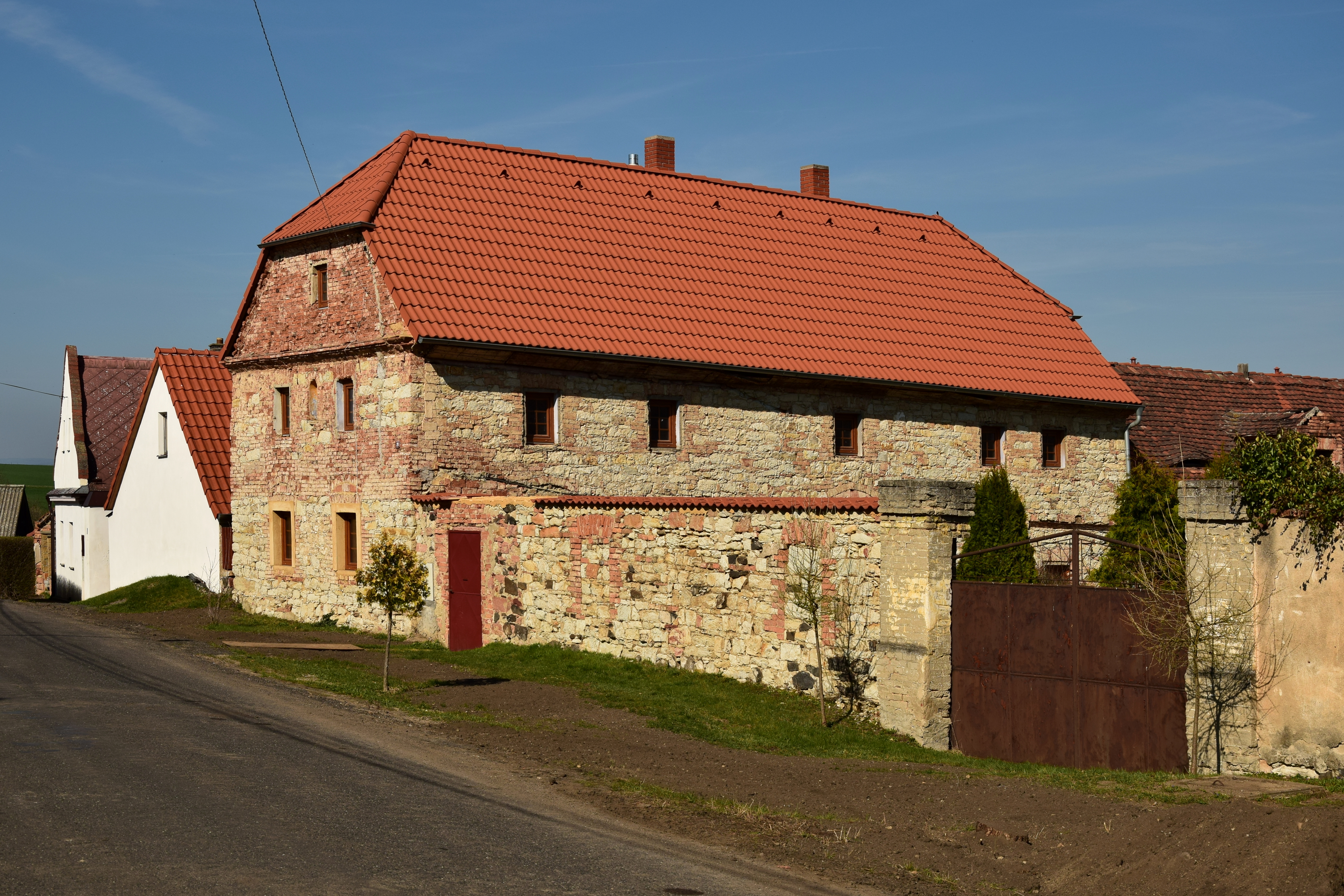
Usedlost čp. 29
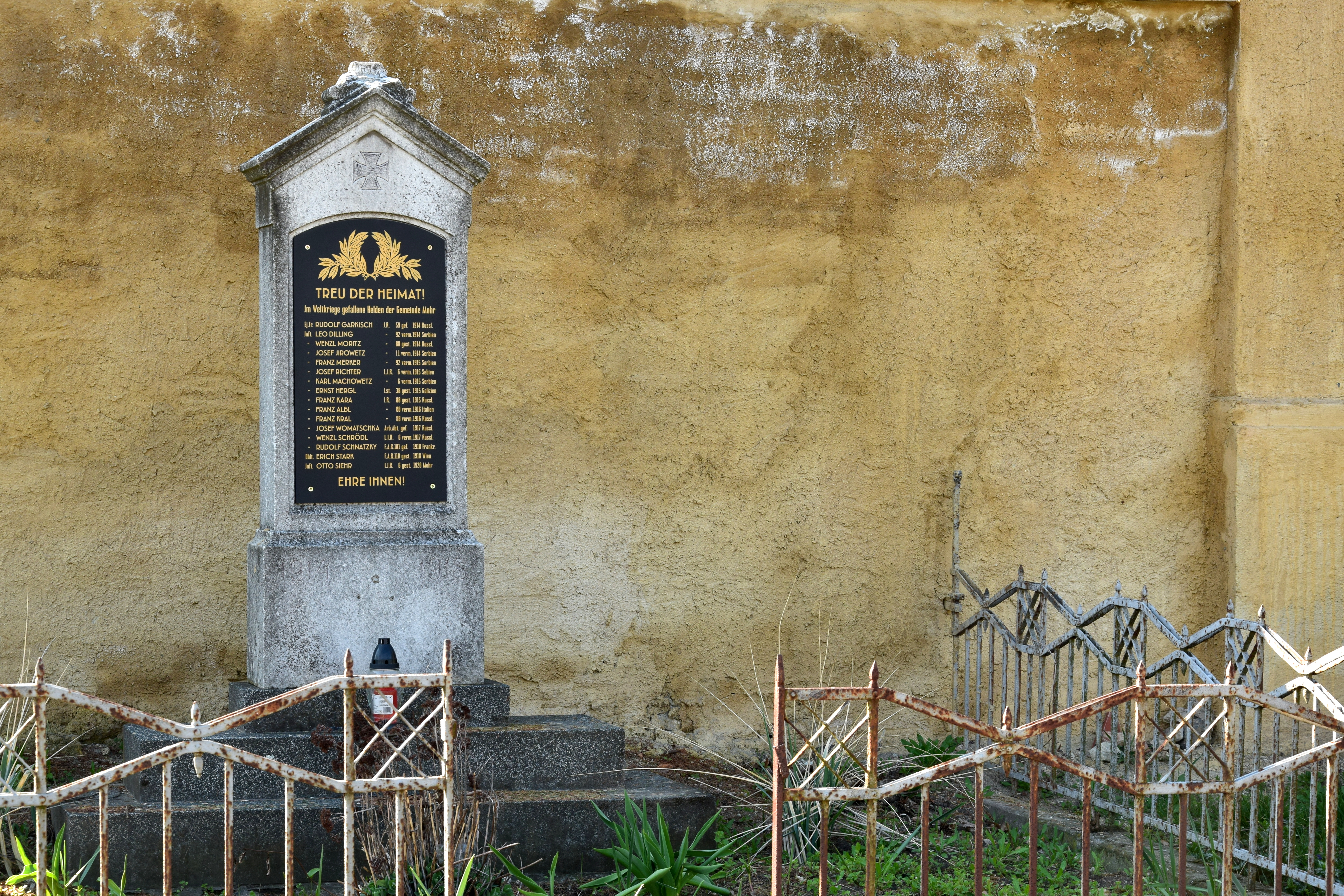
Pomník padlým v první světové válce